# Дятлинка (Псковская область)
Дятлинка — деревня в Невельском районе Псковской области России. Входит в состав сельского поселения «Артёмовская волость».
Находится в 6 км к юго-востоку от волостной деревни Борки недалеко от дороги Невель — Усвяты.

## Население
Численность населения деревни на конец 2000 года составляла 2 жителя.